# Henrik Sjögren
Henrik Samuel Conrad Sjögren (Köping no Lago Malar, 23 de Julho de 1899 — Lund, 17 de setembro de 1986) foi um oftalmologista sueco. Conhecido pela sua condição epônima, a síndrome de Sjögren. Sjögren é pronunciado [ˈʃøˌgɾɛn] ou [ˈxøˌgɾɛn].